# Râul Semenic
Râul Semenic este unul din cele trei brațe care formează râului Timiș. 

## Hărți
- Harta Județului Caraș-Severin
- Harta Munții Semenic  Arhivat în 4 martie 2016, la Wayback Machine.